# Fiktiver Leser
Der Begriff des fiktiven Lesers oder fiktiven Adressaten (englisch narratee) bildet als literaturwissenschaftliches bzw. literaturtheoretisches (Erzähltheorie) Konzept das Korrelat des Erzählers auf der discours-Ebene (vgl. histoire versus discours) eines Erzähltextes, ist jedoch terminologisch weniger verbreitet als der Begriff des Erzählers. Der fiktive Leser tritt dabei zumeist als ein in den Text eingezeichneter, fingierter, häufig direkt angesprochener „Partner“ des Erzählers auf.
Diesem steht der implizite oder abstrakte Autor oppositionell Gegenüber.

## Begriffliche Abgrenzung
Für den Begriff des „Textadressaten“ werden in der Literaturwissenschaft unterschiedliche Termini verwendet, so etwa „implizierter oder impliziter Leser“ bei Wayne C. Booth (1961) , Wolfgang Iser (1972), „intendierter Leser“ bei Erwin Wolff (1971), „abstrakter Leser“ bei Wolf Schmid (1973), „Modell-Leser“ bei Umberto Eco (1987). Bei allen Unterschieden, die zwischen ihren Definitionen bestehen, haben sie gemeinsam, dass sie ein im Text nicht explizit Dargestelltes bezeichnen. Der „fiktive Leser“, so Schmid (2008), ist konsequent vom „abstrakten Leser“ zu scheiden. Der „abstrakte Leser“ ist der unterstellte Adressat (der ideale Rezipient) des Autors, während der „fiktive Leser“ der Adressat des Erzählers ist.

## Konzeption
Dem Konzept des fiktiven Lesers liegt die Annahme zugrunde, dass jede Erzählung einen Adressaten hat, an den sie gerichtet ist; im Kommunikationsmodell narrativer Texte stellt der fiktive Leser als Instanz auf der Empfängerseite die dem Erzähler als Sender entsprechende Instanz dar. Der fiktive Leser lässt sich dabei textintern von Leserfiguren auf der Figurenebene und vom impliziten Leser abgrenzen; auf der textexternen Ebene stehen dem Konzept des fiktiven Lesers Konzepte oder Konstrukte wie die des „idealen“ bzw. „intendierten“ Lesers gegenüber.
Innerhalb dieser konzeptuellen Abgrenzungen lassen sich unterschiedliche Grade der Explizität des fiktiven Lesers festmachen, die zwischen den Polen „impliziter fiktiver Adressat“ (covert narratee) und „expliziter fiktiver Adressat“ (overt narratee) liegen. Nach G. Prince (1980) sind allen Ausformungen bzw. Ausprägungen des fiktiven Lesers die Eigenschaften des zero-degree narratee gemeinsam, der mit ähnlichen oder gleichen Fähigkeiten wie der Erzähler ausgestattet ist, jedoch keine eigene Persönlichkeit besitzt und auf das Erzählen und die Werturteile des Erzählers angewiesen ist. Aufgrund seines fehlenden Welt- oder Erfahrungswissens kann der fiktive Leser daher keine textinternen oder impliziten Kausalitäten oder Zusammenhänge wahrnehmen.
Der zero-degree narratee stellt zugleich die Nullstufe der Skalierung von Adressatentypen dar und ist damit mit dem covert narratee identisch. Je deutlicher bzw. expliziter die Signale sind, anhand derer der fiktive Leser im Text fassbar ist, desto näher rückt der Adressatentyp an den overt narratee. Solche Signale lassen sich im Text beispielsweise in direkten Leseransprachen eines auktorialen Erzählers finden oder im inklusiven Gebrauch des Personalpronomens „wir“ (we) bzw. in rhetorischen Fragen des Erzählers, die vermutete oder unterstellte Fragen des fiktiven Lesers aufnehmen oder wiedergeben.
Die Übergänge zur jeweils nächsten Kommunikationsstufe oder -ebene sind an den Extrempunkten dieser Skala fließend; so kann ein durch zahlreiche textuelle Signale expliziter fiktiver Leser auch zur Leserfigur werden. Der Übergang von covert narratee zum impliziten Leser ist ebenso fließend und die Unterscheidung bzw. Abgrenzung von dem jeweiligen Konzept des impliziten Lesers abhängig.